# Giovanni Marin (1910)
Giovanni Marin (Milano, 18 agosto 1910 – ...) è stato un calciatore italiano, di ruolo mediano.

## Carriera
Cresciuto nel Gruppo Sportivo Acciaierie e Ferriere Lombarde Falck di Sesto San Giovanni. Passato al Legnano ha esordito in Serie B a Palermo il 20 settembre 1931 nella partita Palermo-Legnano (4-2), poi dopo altre due stagioni a Sesto San Giovanni è passato alla Comense ancora in Serie B (allora allenato da Luigi Cevenini III) poi chiude alla Vigevanesi sempre in Serie B.